# Belle-Église
Belle-Église é uma comuna francesa na região administrativa de Altos da França, no departamento de Oise. Estende-se por uma área de 7,83 km². Em 2010 a comuna tinha 618 habitantes (densidade: 78,9 hab./km²).